# Beatrice I. d’Este

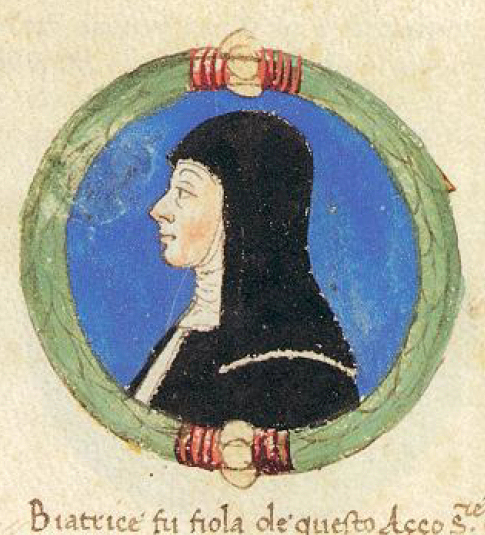
Beatrice I. d’Este (Codexillustration aus dem 15. Jahrhundert)

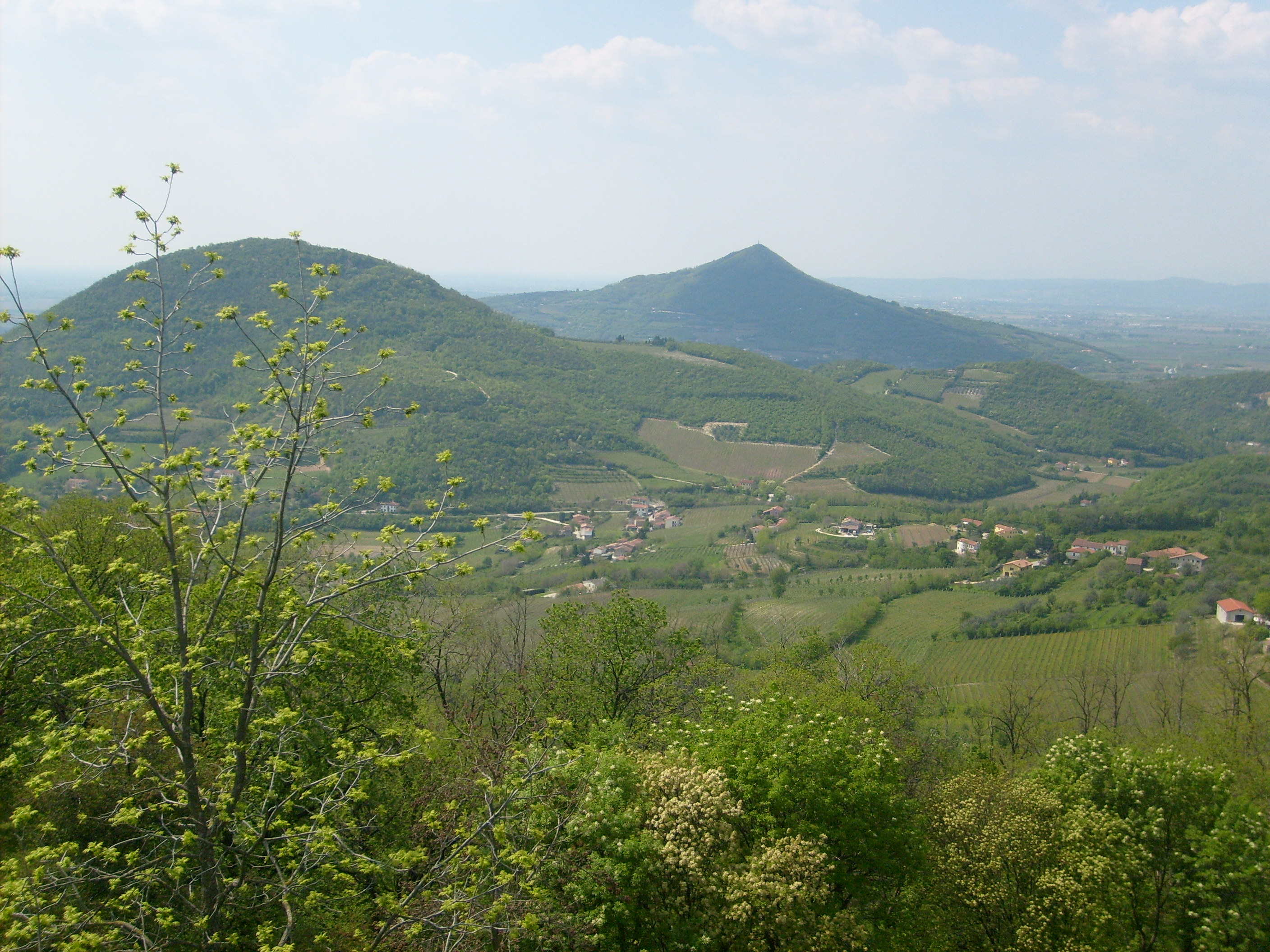
Blick auf den Monte Gemola

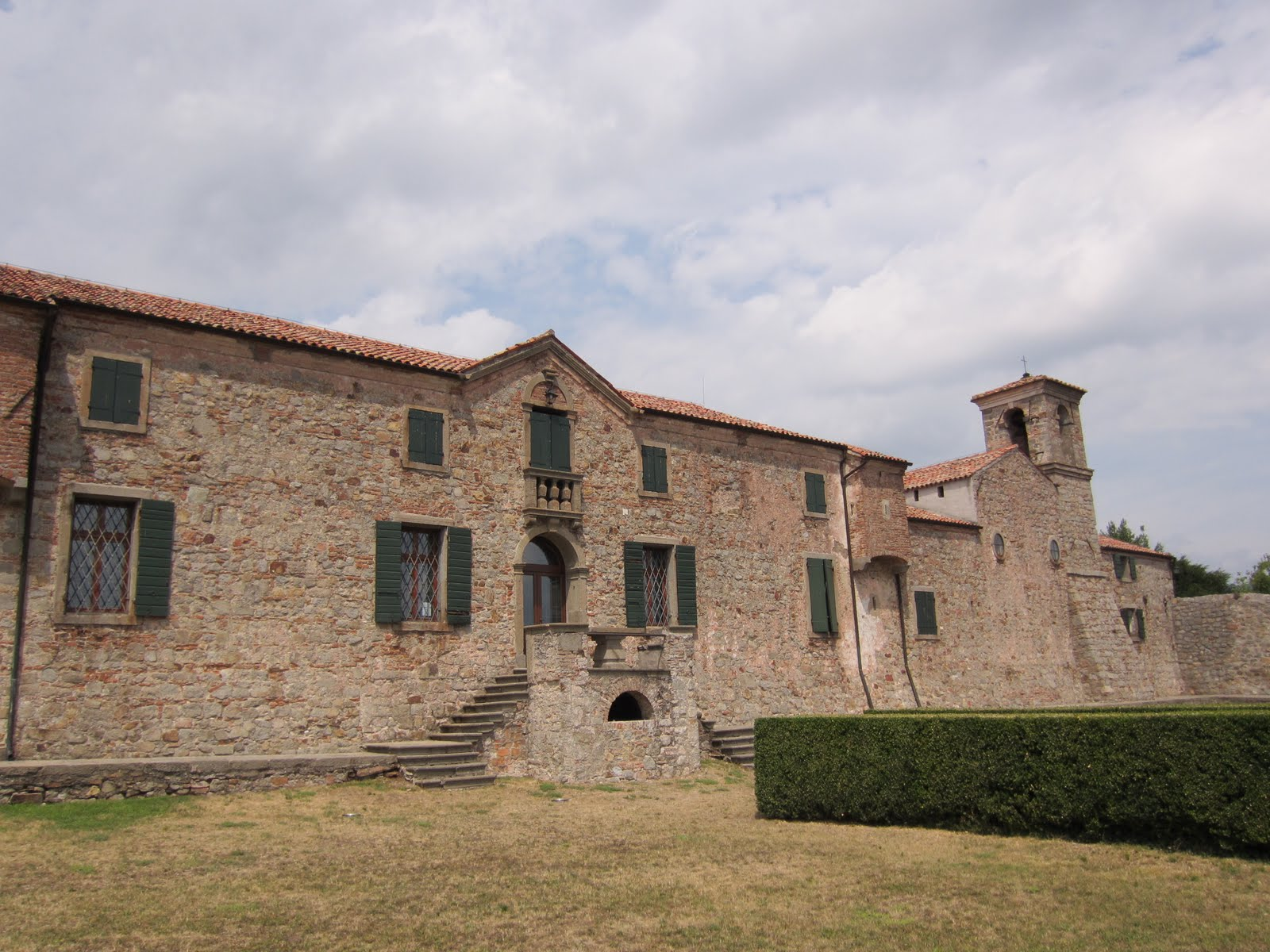
Ehemaliges Kloster auf dem Monte Gemola in Baone

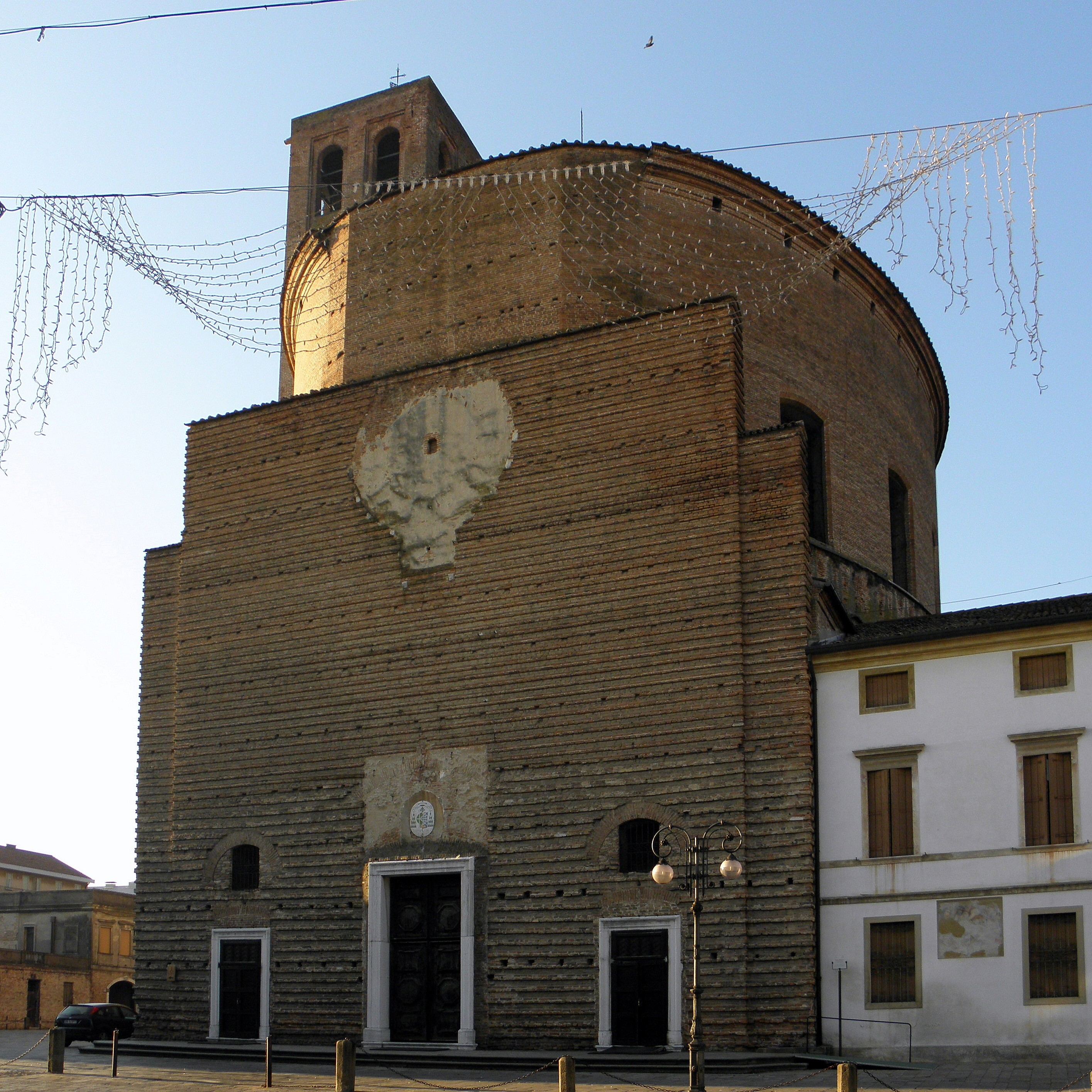
Im Dom von Este ruhen die Reliquien der seligen Beatrice in einem gläsernen Schrein

Beatrice I. d’Este (* 1191 oder 1192 in Baone oder Este; † 10. Mai 1226 in Baone) war eine italienische Adlige und Nonne. 1763 wurde sie von Papst Clemens XIII. seliggesprochen.

## Biographie
Beatrice I. d’Este entstammte der adligen Familie Este, die vor ihrer Umsiedlung nach Ferrara im Jahre 1239 die Stadt Este und Teile der Gegend um Padua beherrschte. Ihre Eltern waren Azzo VI. d’Este und dessen zweite Frau Sofia von Savoyen, Tochter von Humbert III. Ihre Mutter starb 1202. Beatrice verbrachte ihre Kinder- und Jugendjahre in den Burgen von Este und Calaone (drei Kilometer von Este entfernt in den Colli Euganei gelegen), gemeinsam mit ihren beiden Halbbrüdern aus der ersten Ehe ihres Vaters, Aldobrandino und Azzo, sowie ihrer jüngeren Halbschwester Constanza. Diese entstammte der dritten Ehe ihres Vaters mit Alisia von Antiochia, Tochter des französischen Kreuzritters Rainald von Chatillon (um 1125–1187) und dessen Frau Klementia von Zähringen, die wahrscheinlich eine Enkelin des Herzogs Konrad I. von Zähringen (1090–1152) war.
Beatrice genoss das höfische Leben. Ihre Tugenden und ihre Schönheit wurden von Troubadouren besungen, besonders von Rambertino Buvalelli, der ihr neun Gedichte widmete und sie als mon restaur (Okzitanisch sinngemäß meine Erquickung) bezeichnete. Beatrices Vater strebte eine politische Eheverbindung für sie an.
Kriegerische Auseinandersetzungen zwischen den kaisertreuen Ghibellinen und den papsttreuen Guelfen beendeten Beatrices sorglose Jugendzeit: 1212 fand ihr Vater, ein Parteigänger der Guelfen, in einem Gefecht gegen kaisertreue Truppen in Pontalto den Tod. Ein paar Monate später wurde Este belagert und musste schließlich vor der aus Paduanern, Vicentinern und Bassanern zusammengesetzten Armee unter der Führung von Ezzelino II. da Romano kapitulieren. Aldobrandino, der ältere Bruder von Beatrice I. d’Este, wurde 1215 getötet (möglicherweise vergiftet), im selben Jahr starb ihre Schwester Constanza. Da die Familie bei Florentiner Bankiers Schulden zur Finanzierung eines Feldzuges zur Eroberung der Mark Ancona aufgenommen hatte, nahmen diese Azzo, den minderjährigen Halbbruder von Beatrice, bis zum folgenden Jahr als Geisel. Um ihn wieder auszulösen, musste die Familie Grundeigentum abgeben.
Mutmaßlich aufgrund dieser Ereignisse und der Todesfälle in ihrer Familie entschied sich Beatrice für ein klösterliches Leben. Sie zog sich in den Konvent der Benediktinerinnen von Santa Margherita auf dem Monte Salarola in Calaone zurück, wo sie anderthalb Jahre lebte, wahrscheinlich mit Unterstützung von Giovanni Forzaté, dem Prior des Klosters St. Benedikt in Padua und späteren Bischof, sowie des Priors Alberto di Montericco. Von Familie, Anverwandten und Freunden wurde starker Druck auf sie ausgeübt, das Kloster wieder zu verlassen, weil ihre Vermählung mit Markgraf Guglielmo Malaspina geplant war. Es gelang Beatrice, den geplanten Hochzeitstermin so lange hinauszuzögern, bis der Markgraf 1220 starb. Ihr Widerstand gegen die Ehepolitik einer mächtigen adligen Familie und ihr Rückzug in ein Kloster sorgten damals für Aufsehen.
Nachdem sie ihre Familie schließlich doch überzeugt hatte, erhielt Beatrice d’Este Mitte des Jahres 1221 vom Bischof von Este Gebäude auf dem Berg Gemola bei Baone übertragen, die zuvor von Eremiten bewohnt und nun verlassen waren. Sie gründete dort eine Frauengemeinschaft, die nach der Benediktsregel lebte, lehnte es aber ab, selbst als Äbtissin des Konvents eingesetzt zu werden. Die Errichtung des Konvents erfolgte im Beisein von Forzaté, Abt Alberto, ihrer Stiefmutter Alisia und ihrer Schwägerin Giovanna di Puglia sowie weiteren Gläubigen, die sie zu Fuß dorthin geleiteten. Sie setzte ihr Vermögen ein, um das Klostergebäude und die Kirche, die länger leer gestanden hatten, instand setzen zu lassen.
Die neue Gemeinschaft zog rund ein Dutzend weitere hochrangige adlige Frauen an, darunter die selige Giuliana di Collalto, die später in Sant’Eufemia auf der Giudecca bei Venedig bestattet wurde. Die Frauen führten ein karges Leben aus Buße, Gebet, Fasten und Armut. Diese strikte Lebensführung untergrub die Gesundheit von Beatrice d’Este, und sie starb 1226 im Alter von 34 Jahren an Tuberkulose. Ihr Leichnam wurde in einem Sarkophag in der kleinen Kirche des Klosters bestattet, bis der Konvent 1578 aufgehoben wurde. Die Nonnen siedelten nach Santa Sofia in Padua um, wohin zunächst auch der Sarkophag Beatrices überführt wurde.

## Verehrung
Am 19. November 1763 sprach Papst Clemens XIII. Beatrice d’Este, um die sich zahlreiche Legenden ranken, selig. Im Mai 1957 wurde der Sarkophag mit ihren sterblichen Überresten in Anwesenheit Angelo Roncallis, des damaligen Patriarchen von Venedig und späteren Papst Johannes XXIII., nach Este übertragen, wo sie seitdem im Duomo di Santa Tecla in einem gläsernen Schrein als Reliquien verehrt werden können. Die selige Beatrice gilt neben der heiligen Tekla, die die Stadt der Überlieferung zufolge vor der Pest bewahrte, als zweite Schutzpatronin der Stadt. Der ihr geweihte Altar wird von einem großen Aufsatz aus dem 19. Jahrhundert gekrönt, einem Werk des Malers Michelangelo Grigoletti. Alljährlich am Fest der Seligen am 10. Mai werden im Dom Gegenstände und Gewänder aus dem Besitz von Beatrice d’Este zur Verehrung gezeigt.

## Museum

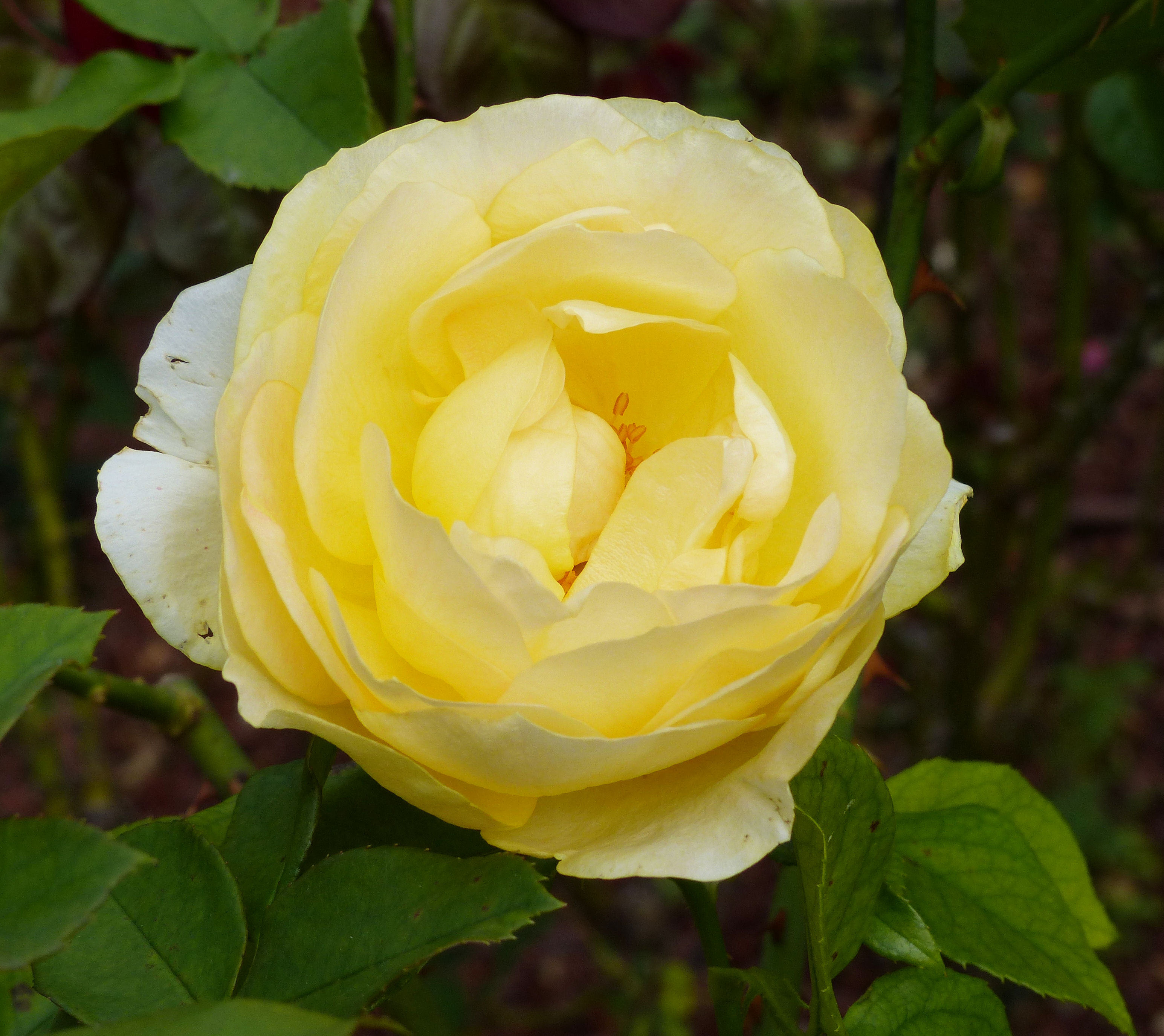
Rose Beatrice I d’Este

Nachdem die Nonnen 1578 die Klostergebäude verlassen hatten, wurden diese von dem venezianischen Kaufmann Francesco Ruberti erworben, der sie in eine Landvilla umbauen ließ. Zu Beginn des 20. Jahrhunderts wurde auf den Ruinen der Klosterkirche eine Scheune errichtet. Im Jahre 1972 kaufte das Colli Euganei Consortium der Provinz Padua das Anwesen und richtete in den Räumen das naturkundliche Museum Museo Naturalistico di Villa Beatrice ein.

## Rose
Auf Wunsch der Stadt Este kreierten die Rosenzüchter Georges Delbard 2005 die gelb-aprikosenfarbige Teehybride Beatrice I d’Este.

## Andere Namensträgerinnen
Beatrice d’Este ist eine von mehreren Trägerinnen dieses Namens in ihrer Familie.
Zwei Nichten von ihr trugen denselben Namen (Beatrice II. d’Este und Beatrice III. d’Este). Beatrice II. (um 1226–1262) war eine Tochter von Azzo VII. und Klostergründerin, die ebenfalls seliggesprochen wurde, Beatrice III. (1215–1245) eine Tochter von Aldobrandino. Sie wurde Königin von Ungarn und wird, obwohl nicht formell kanonisiert, ebenfalls als Selige verehrt; sie starb in dem von ihrer Tante gegründeten Kloster auf dem Monte Gemola.
Eine weitere bekannte Namensträgerin ist Beatrice d’Este, die im 15. Jahrhundert lebte und mit Ludovico Sforza verheiratet war.